# Kjelsås
Kjelsås är en förort till Oslo och tillhör stadsdelen Nordre Aker i Oslo.
Kjelsås bebyggdes med småhus i början av 1900-talet, då Gjøvikbanen öppnade. 
Det bor cirka 4 800 personer i Kjelsås. Man kan ta sig från Oslo till Kjelsås genom att ta spårvagn 11 eller 12.